# Kjell Swärd
Kjell Swärd, född den 30 november 1937 i Luleå församling i Norrbotten, är en svensk förläggare och entreprenör. Tillsammans med sin fru Gunnel Swärd startade han 1972 bokförlaget Pedagogförlaget som drivits som ett familjeföretag. Tillsammans har de barnen Lena,  Anne och Daniel.
År 2005 erhöll han Klippans kommuns kulturpris och tillsammans med Gunnel Swärd tilldelades han år 2000 utmärkelsen Årets företagare i Klippans kommun.

## Bakgrund
I tidiga tonåren började Swärd skriva i Norrbottens-Kuriren, Norrländska socialdemokraten och Norrskensflamman. Under några år arbetade han sedan som bland annat springschas, tegelbruksarbetare, skofabriksarbetare, timmerflottare, mässkalle, kamrersassistent och banktjänsteman. Genom Hermodskurser, Handelsgymnasiet i Luleå och sedan merkantila lärarutbildningen i Linköping kom Swärd sedan att inleda sin lärarbana, först i Perstorp och senare i Klippan

### Tiden som förläggare
Parallellt med tjänsten som lärare  arbetade Swärd med egna företag inom bland annat bokföring. Swärd kombinerade erfarenheter från bokföringskunder med erfarenheterna som lärare i merkantila ämnen och såg behovet av verklighetsanknutna läromedel. Första läromedlet hette Verifikationsbokföring för gymnasieskolan. Swärd utvecklade sedan ett flertal läromedel inom merkantila ämnen och ombildade det tidigare företaget I-konsult till bokförlaget Pedagogförlaget. Under en period hade förlaget en majoritet av landets gymnasieskolor som kunder. Man riktade även in sig på yrkesverksamma vilket var lyckosamt när förändrad copyrightslagstiftning, ökad kopiering och kommunalisering av gymnasieskolan inverkade negativt på marknaden för läromedel.  Med tilltagande datorisering förändrades även förutsättningarna för bokföringsmaterial till yrkesverksamma. Makarna Swärd kom då åter att  ändra inriktning på förlaget, denna gång mot böcker om svensk konst och konstnärer.
Ökad användning av internet förändrade förutsättningarna även för denna typ av utgivning, vilket ledde till att de lade om utgivningen till att fokusera på motivationsböcker och presentböcker. En avgörande händelse för den nya inriktningen på utgivningen var när Skåne-profilen Stålfarfar i samband med sin hundraårsdag gav bort en av företagets böcker till de som uppvaktade honom. Ett senare feltryck av omslaget ledde till att tiotusen exemplar av boken kom att skänkas bort gratis med positivt mottagande och boken har idag sålt i över 100.000 exemplar. Makarna Swärd har givit ut runt tvåhundra böcker inom genren motivation- och presentböcker.